# Adonisea deserticola
Adonisea deserticola là một loài bướm đêm trong họ Noctuidae.